# (19818) Shotwell
(19818) Shotwell (2000 SB150) – planetoida z pasa głównego asteroid okrążająca Słońce w ciągu 3,64 lat w średniej odległości 2,36 j.a. Została odkryta 24 września 2000 roku.